# Pieter van Geer
Pieter van Geer (Leiden, 27 juni 1841 - Den Haag, 3 oktober 1919) was een Nederlands wiskundige en hoogleraar aan de Universiteit Leiden.

## Biografie
Pieter van Geer werd op 27 juni 1841 geboren in Leiden als zoon van Pieter van Geer en Maria Catharina Cockuijt. Hij volgde aldaar lager onderwijs en in 1858 werd hij te Leiden ingeschreven als student Wiskunde. Vier jaar later promoveerde hij onder Frederik Kaiser op het proefschrift De geodetische lijnen op de ellipsoïde. Daarna werkte hij enige tijd in Delft.
In 1867 werd hij op zesentwintigjarige leeftijd benoemd tot buitengewoon hoogleraar wiskunde en mechanica aan de Universiteit Leiden. Hiermee volgde hij David Bierens de Haan die een aanstelling als gewoon hoogleraar toebedeeld kreeg op. Van Geer aanvaardde zijn ambt met de rede De ontwikkeling van den geest, het hoogste doel van de beoefening der wiskunde. Hij gaf colleges over meetkunde maar ook over de theoretische mechanica. Enkele van zijn publicaties hadden betrekking op de levensverzekeringswiskunde.
In 1877 werd zijn buitengewoon hoogleraarschap omgezet in een gewoon hoogleraarschap. Datzelfde jaar vervulde hij kortstondig de functie van rector magnificus. Gedurende het collegejaar 1882-1883 vervulde hij diezelfde functie nogmaals. In 1902 werd hij op eigen verzoek ontslagen en na zijn ontslag kreeg hij zijn portret aangeboden. In het jaar na zijn ontslag gaf hij nog enkele colleges over de geschiedenis van de wiskunde.
Van 1881 tot 1907 was hij wiskundig commissaris bij de Algemeene Maatschappij van Levensverzekering en Lijfrente in Amsterdam. 
Hij overleed op 3 oktober 1919 in Den Haag.

## Publicaties (selectie)
- De geodetische lijnen op de ellipsoïde. Leiden 1862
- Leerboek Der Analytische Meetkunst. Leiden 1864
- Ontwikkeling van den geest, het hoogste doel van de beoefening der wiskunde. Leiden 1867
- Lobatto's leerboek der rechtlijnige en bolvormige driehoeksmeting. Schoonhoven 1869
- Frederik Kaiser. Een woord van herinnering uitgesproken bij de heropening der academische lessen. 1872
- Onderzoek eener bijzondere omstandigheid der centrale beweging. Leiden 1872
- Leerboek der meetkunde. 1876
- Het wetsontwerp-Kappeyne en het regeeringsverslag omtrent het lager onderwijs. Leiden 1878
- Advies van den hoogleraar P. van Geer omtrent het kunstenaarsfonds der Maatschappij tot bevordering der Toonkunst. 1887
- Philosophiae naturalis principia mathematica. Redevoering op den 308sten jaargang der Leidsche Universiteit, 8 februari 1883. Leiden 1883
- Grondslagen der synthetische meetkunde. 1901
- Ons hooger onderwijs. Naar aanleiding van het ingediende wetsontwerp. 1903